# Stole
Stole – singel amerykańskiej wokalistki Kelly Rowland.

## Lista utworów

### US CD single
1. "Stole [Radio Edit]"
2. "Stole [D. Elliott Dreambrotha Mix]"

### International CD single
1. "Stole"
2. "Stole [Pop Edit]"
3. "Stole [Dreambrotha Mix]"
4. "Stole [H & D Nu Soul Mix]"
5. "Stole [Maurice's Nu Soul Mix]"

### UK CD single II
1. "Stole (Album Version)"
2. "Stole (Azza Nu Soul Mix)"
3. "Simply Deep (Album Version)" (featuring Solange Knowles)
4. "Stole" (Video)"

## Listy przebojów
| Chart (2002-03)                        | Peak position |
| -------------------------------------- | ------------- |
| Australian Singles Chart               | 2             |
| Austrian Singles Chart                 | 24            |
| Belgian Singles Chart                  | 17            |
| Danish Singles Chart                   | 7             |
| Dutch Singles Chart                    | 8             |
| Finnish Singles Chart                  | 11            |
| French Singles Chart                   | 53            |
| German Singles Chart                   | 15            |
| Irish Singles Chart                    | 3             |
| Italian Singles Chart                  | 12            |
| New Zealand Singles Chart              | 3             |
| Norwegian Singles Chart                | 6             |
| Swedish Singles Chart                  | 14            |
| Swiss Singles Chart                    | 9             |
| UK Singles Chart                       | 2             |
| U.S. Billboard Hot 100                 | 27            |
| U.S. Billboard Hot R&B/Hip-Hop Singles | 54            |
| European Top 200                       | 2             |
| World Singles Official Top 100         | 4             |
| Airplay World Official Top 100         | 7             |

| Pozycja | 10 | 11 | 12 | 8  | 2  | 1  | 2  | 6  | 9  | 17 | 14 | 7  | 1  | 6  | 6  | 8  | 19 | 20 | 14 | 13 |
| Dzień   | 21 | 22 | 23 | 24 | 25 | 26 | 27 | 28 | 29 | 30 | 31 | 32 | 33 | 34 | 35 | 36 | 37 | 38 | 39 | 40 |
| Pozycja | 20 | -  |    |    |    |    |    |    |    |    |    |    |    |    |    |    |    |    |    |    |